# Blenniella paula
Blenniella paula és una espècie de peix de la família dels blènnids i de l'ordre dels perciformes. Poden assolir fins a10,2 cm de longitud total. És ovípar.
És un peix marí de clima tropical i associat als esculls de corall.

## Distribució geogràfica
Es troba al sud de Sulawesi i des de Palau fins a les Illes Marqueses, el sud de la Gran Barrera de Corall i Micronèsia.